# Szóintarzia
A szóintarzia egy nyelvi játék melyben olyan értelmes szöveget (általában verset) ír valaki, amiben egy másik szöveg, vagy szavak vannak „elrejtve”. A szóintarzia Karinthy Frigyes egyik szellemes nyelvi játéka, elnevezése az intarzia szóból ered, mely fa-berakást jelent, ahol egy faanyagba egy másik fajta fából készült minta van beillesztve.

## Szóintarziák

### Görög Ilonka balladája
Ennek a szóintarziának a szerzője Radó György. A versben megtalálhatóak a görög ábécé betűinek nevei, ráadásul a helyes sorrendben.
Te csalfa lány,

többé talán

érted magammal sem csatázok.

Hidd el, találkát nem kívánok.
Mindent köd lep. Szil ontja szét

bús illatát … Megedzé talmi vágyad

a szívemet. S tüzét, a balga kéjt

öt hét alatt kihúnyni látta ágyad.

Mióta már hiába várom,

hogy lángra kap parázs alól

a tűz, s mint vadgalamb dalol

szívünk – üres minden, könnyelmű párom,

bennünk … Kinek egy szó elég,

s máris lefekszik, annak rút herék,

s mily baromik rontják el életét.

… Ma még pirulsz tán

s kacér hódító is lehetsz.

Meddig? Tíz évig, húszig, majd mehetsz

sétálni napnyugta utáni utcán.

S akkor – „Vén seprü” – „Psz, Ilonka az”

– „Másképp hívják” – így pusmog két kamasz –

„Lotyónak hívják …” S hasztalan szaladsz,

elér, rádcsap, szíven talál

a gyilkos szó meg a halál.

### Punical phantasy
Ez egy angol nyelvű intarzia, hasonlóan a Görög Ilonka balladájához a görög ábécé betűit tartalmazza megfelelő sorrendben. Szerzője Gyulai József fizikus, és az Élet és Irodalomban jelent meg, 1983. április 8-án.
Punical phantasy
You can bet a dime,

if you see me, the polygam martyre,

cruising down the delta of the Nile,

sipping a pepsi lonesome!
Please, don't tantalize tall girls

and better get along with all

The tales about those cute

Cypriot angels in their huge

black apparels, and have a glance

on their whirling „lamb dance”.

It's clear now, I must

take an unusual

exit from this

comic rondo.
Epilogue
This hokey-pokey is for hobby

(forget sigmation in „anabases”)

and better say: in the Port Authority

a „soup silo”? Nonsense as finding!

Please, rather stop hiding

drunk hijackers.
You, Poet, better keep silence all about,

You, Reader, come, gamble, but bail me out.